# Само моја срећа
Само моја срећа (енгл. Just My Luck) америчка је романтична комедија из 2006. године, у режији Доналда Питрија, по сценарију И. Марлин Кинг и Ејми Б. Харис. Главне улоге глуме Линдси Лохан и Крис Пајн. Говори о Ешли Олбрајт која ради у односима с јавношћу и најсрећнија је особа на Менхетну, док је Џејк Хардин домар и амбициозни музички продуцент без среће. Након што се пољубе на маскенбалу, њихове среће се замене што им мења животе.
Приказан је 12. маја 2006. године. Добио је углавном негативне критике и зарадио више од 38 милиона долара.

## Радња
Ешли Олбрајт (Линдси Лохан) је најсрећнија жена на свету. Она је особа која лако долази до свега што је добро у животу. У Њујорку, граду у коме су највеће гужве на свету, Ешли никад не мора да чека такси. Осим тога, она има и фантастичан посао шефа рачуноводства у престижној фирми која се бави односима са јавношћу. И сада јој се указала сјајна прилика да да унапреди своју каријеру: треба да осмисли бал под маскама у центру Менхетна за дискографског магната Дејмона Филипса (Фејзон Лав) и његову фирму.
Џејк Хардин (Крис Пајн), с друге стране, прави је магнет за несрећу. Његов посао је прање тоалета у куглани, у нади да би му се могло посрећити након што открива рок групу McFly. Ако би Џејк успео да се реши своје несреће на само једну ноћ, могао би да се ушуња на бал под маскама и да уручи CD групе McFly музичком титану Дејмону Филипсу.
У ноћи када снови могу бити остварени или развејани, судбина спаја Ешли и Џејка на подијуму за игру. Сместа очарани једно другим, они размењују пољубац пун електрицитета — и са тим једним пољупцем, њихове среће се замењују. Изненада, Ешлина хаљина се цепа, потпетица јој се ломи, и изгледа да је срећа конацно напушта. Џејк, журећи да стигне Филипса пре него што оде, неочекивано спасава живот и сву имовину дискографског магната, и у једном једноставном обрту судбине њему се пружа прилика да оствари све снове.
Док очајнички покушава да поврати своју срећу коју је лакомислено сматрала гарантованом, Ешли почиње да увиђа како није толико битно имати срећу, већ је важно знати шта треба учинити с њом, и да је њена највећа шансе за избављење у рукама момка у чијим је рукам кључ изненадне промене њене судбине.

## Улоге
| Глумац           | Улога         |
| ---------------- | ------------- |
| Линдси Лохан     | Ешли Олбрајт  |
| Крис Пајн        | Џејк Хардин   |
|                  | они           |
| Фејзон Лав       | Дејмон Филипс |
| Самира Армстронг | Меги          |
| Бри Тернер       | Дејна         |
| Миси Пајл        | Пеги Брејден  |
| Макензи Вега     | Кејти Хардин  |
| Тава Фелдшух     | мадам З       |
| Жаклин Флеминг   | Тифани        |
| Крис Кармак      | Дејвид        |
| Карлос Понсе     | Антонио       |
| Дејн Роудс       | Мак           |
| Џ. К. Сили       | Марта Хардин  |